# Curiosity killed the Cat
Curiosity killed the Cat ist ein deutscher Kurzfilm der am 26. Januar 2019 auf ONE gesendet wurde. Der Film war das zweite Projekt der Nachwuchs-Drehbuchautorin Beverly Stura-Cura.
Der Film handelt von André, der versucht der Ödnis seines langweiligen Lebens durch Drogenkonsum zu entfliehen. Sein Vater läuft unterdessen viel zu jungen Frauen hinter her  und interessiert sich nicht für seine eigene Familie.

## Handlung
Curiosity killed the Cat handelt von André, der gemeinsam mit seiner Clique, Alkohol und Gras auf der Flucht vor der öden Realität ist. Auch in seiner Familie findet er keinen Halt und beginnt, auf der Suche nach dem Kick, mit Drogen zu experimentieren. Was zunächst nach einem Ausweg aussieht, gerät allerdings schnell außer Kontrolle. Durch Nachlässigkeit bringt er seine kleine Schwester in Gefahr und setzt außerdem seine Freundin Celest unter Druck, auch Drogen zu nehmen. Insbesondere als er beginnt MDMA zu konsumieren, nimmt sein Leben zunehmend fantastische Züge an.

## Produktion
Der Film wurde Ende 2018 von Auszubildenden des WDR produziert und auf ONE ausgestrahlt. Gedreht wurde der 17-minütige Film innerhalb von fünf Tagen im November 2018 in Köln.
Eine Besonderheit ist das Produktionsformat. Der Kurzfilm wurde in 4K gedreht und anschließend auf YouTube in UHD und HDR veröffentlicht. Somit stellt „Curiosity killed the Cat“ die erste UHD HDR Produktion der gesamten ARD dar.

## Rezeption
Der Film wurde an der Premiere am 19. Januar 2019 im Filmforum NRW überwiegend positiv rezipiert.